# Chung Mei Kok
Chung Mei Kok (kinesiska: 涌尾角) är en udde i Hongkong (Kina). Den ligger i den nordöstra delen av Hongkong. Chung Mei Kok ligger på ön Grass Island.
Terrängen inåt land är kuperad åt sydväst, men åt nordväst är den platt. Havet är nära Chung Mei Kok åt nordost.  Närmaste större samhälle är Sai Kung, 13,6 km sydväst om Chung Mei Kok. 